# Indagine su un cittadino al di sopra di ogni sospetto
Indagine su un cittadino al di sopra di ogni sospetto is een Italiaanse misdaadfilm uit 1970 onder regie van Elio Petri. Hij won met deze film de Oscar voor beste buitenlandse film. De film werd destijds in Nederland uitgebracht onder de titel De dader staat boven verdenking.

## Verhaal
Als een politie-inspecteur zijn minnares vermoordt, laat hij met opzet sporen achter. Dat doet hij om aan te tonen dat hij door zijn reputatie boven alle verdenking verheven is.

## Rolverdeling
| Acteur             | Personage          |
| ------------------ | ------------------ |
| Gian Maria Volonté | inspecteur         |
| Florinda Bolkan    | Augusta Terzi      |
| Gianni Santuccio   | commissaris        |
| Sergio Tramonti    | Antonio Pace       |
| Massimo Foschi     | ex-man van Augusta |
| Salvo Randone      | loodgieter         |